# Политические партии России
Согласно Конституции Российской Федерации, в России признаётся многопартийность и идеологическое многообразие, «Российская Федерация — светское государство. Никакая идеология не может устанавливаться в качестве государственной или обязательной».
Согласно пункту 1 статьи 3 Федерального закона Российской Федерации № 95-ФЗ «О политических партиях» политической партией в России признаётся «общественное объединение, созданное в целях участия граждан Российской Федерации в политической жизни общества посредством формирования и выражения их политической воли, участия в общественных и политических акциях, в выборах и референдумах, а также в целях представления интересов граждан в органах государственной власти и органах местного самоуправления».
В России номинально существует многопартийная система. В то же время после создания партии «Единая Россия» и выборов в Госдуму 2003 года в стране фактически сложилась партийная система с доминирующей партией, при которой только одна партия — «Единая Россия» — обладает реальной политической властью, имея большинство как в федеральном парламенте, так и в представительных органах власти почти всех субъектов Российской Федерации и абсолютного большинства муниципальных образований (городов, сёл, районов), а также контролируя исполнительную власть почти по всей стране.
По состоянию на 10 сентября 2024 года в РФ официально зарегистрировано 25 политических партий, 24 из которых имеют право участвовать в выборах. За последние 13 лет численность политических партий в Российской Федерации претерпела как значительное увеличение, так и стремительное сокращение. Так, в 2011 году в России числилось только семь партий, однако после решения ЕСПЧ по делу РПР (позднее — РПР-ПАРНАС и ПАРНАС) и массовых акций протеста 2011—2012 годов нормы законодательства в области регистрации политических партий были резко демократизированы. Так, в 80 раз (с 40 000 до 500) сократилось количество граждан, которых партии необходимо иметь в своём составе. Это привело к многократному росту числа партий в 2012—2013 годах, однако начиная с 2014 года рост числа новых зарегистрированных партий заметно замедлился и к середине второй половины 2010-х годов был сведён к нулю, а с 2019 года число партий и вовсе начало стремительно сокращаться в связи с тем, что по закону партия подлежит ликвидации, если она в течение семи лет подряд не участвовала в выборах. Причём под участием в выборах по букве закона подразумевается участие в выборах президента России, и/или выборах в Государственную Думу, и/или выборах глав не менее чем 10 % от числа субъектов РФ, и/или выборах парламентов не менее чем 20 % субъектов РФ (по партийным спискам), и/или выборах в органы местного самоуправления большинства муниципальных образований (по партийным спискам). Наиболее известными и значимыми для государства российскими политическими партиями, существовавшими в 1990-е и 2000-е годы, а ныне ликвидированными, были «Демократический Выбор России», «Наш Дом — Россия», «Союз правых сил», «Единство» и «Отечество — Вся Россия».
КПРФ, ЛДПР и Яблоко — единственные три партии, участвовавшие во всех восьми выборах в Государственную Думу РФ, а КПРФ и ЛДПР — две единственные, кто всякий раз преодолевал проходной барьер и получал представительство в госдуме. Кроме того, только КПРФ и ЛДПР удавалось выдвинуть и зарегистрировать своих кандидатов на всех восьми выборах президента России (с учетом выборов Президента РСФСР в 1991 году, когда ЛДПР еще называлась ЛДПСС, а КПРФ еще не было, но в выборах участвовали кандидаты от ее фактического (но не юридического) предшественника — КПСС).
ПАРНАС (ранее — РПР и РПР-ПАРНАС) стала первой в истории России политической партией, которая с формальной точки зрения была не зарегистрирована заново, а восстановлена в регистрации в связи с решениями Европейского суда по правам человека (ЕСПЧ) и Верховного суда Российской Федерации. 25 мая 2023 года партия вновь была ликвидирована решением Верховного Суда РФ по иску Минюста РФ из-за претензий к количеству региональных отделений.

## Законодательство о политических партиях
По действующему закону «О политических партиях», политическая партия есть: 

 «общественное объединение, созданное в целях участия граждан Российской Федерации в политической жизни общества посредством формирования и выражения их политической воли, участия в общественных и политических акциях, в выборах и референдумах, а также в целях представления интересов граждан в органах государственной власти и органах местного самоуправления» — ФЗ «О политических партиях»
 Закон «О политических партиях» (ст. 3, п. 2) определяет, среди прочего, что политическая партия должна иметь региональные отделения не менее чем в половине субъектов Российской Федерации (после присоединения Крыма и Севастополя — как минимум в сорока трёх, а после заявленного принятия в состав России Донецкой Народной Республики, Луганской Народной Республики, а также Херсонской и Запорожской областей — как минимум в 45), иметь не менее 500 членов и её руководящие и иные органы должны находиться на территории Российской Федерации.
В России политические партии обладают правом выдвигать кандидатов на любые выборные должности и в любые представительные органы, а также исключительным правом выдвигать списки кандидатов при проведении выборов в Государственную думу, и при проведении выборов в законодательные (представительные) органы власти субъектов Российской Федерации по пропорциональной системе.
| Тип выборов                                                         | Участие политических партий |
| ------------------------------------------------------------------- | --- |
| Выборы Президента России                                            | До выборов Президента России напрямую допускаются кандидаты от партий, представленных в Государственной думе РФ, а также в законодательных (представительных) органах власти не менее, чем одной трети субъектов РФ. Одновременно кандидатам от остальных партий для участия в данных выборах нужно собрать втрое меньше подписей избирателей, нежели самовыдвиженцам (100 тысяч вместо 300 тысяч). |
| Выборы депутатов Государственной думы                               | В выборах депутатов Государственной думы Федерального собрания РФ как по партийным спискам, так и по одномандатным округам без сбора подписей могут участвовать партии, получившие на предыдущих выборах в Госдуму не менее 3 % голосов избирателей, а также партии, представленные хотя бы в одном региональном парламенте РФ. Другим партиям для выдвижения на выборы в Госдуму партийного списка необходимо собрать подписи 200 тысяч избирателей, а их кандидатам (как и самовыдвиженцам) в одномандатных округах — подписи не менее 3 % избирателей, зарегистрированных в округе. |
| Выборы глав субъектов РФ                                            | В тех субъектах РФ, главы которых определяются прямым голосованием избирателей, только кандидатам от партий гарантировано право на участие в выборах (вопрос о возможности участия кандидатов в порядке самовыдвижения решается парламентом каждого конкретного региона). Для участия в них кандидатам от партий нужно собрать подписи 5—10 % (в зависимости от региона) муниципальных депутатов и всенародно избранных глав муниципальных образований, представляющих не менее 3/4 муниципалитетов региона, в то время как самовыдвиженцам (если они допускаются до выборов) нужно также ещё и собрать подписи 0,5—2 % (в зависимости от субъекта РФ) избирателей. |
| Выборы в законодательные органы государственной власти субъектов РФ | До выборов во все законодательные (представительные) органы государственной власти субъектов РФ без сбора подписей допускаются партии, получившие не менее 3 % голосов на последних выборах в Госдуму. Остальные партии напрямую допускаются до вышеуказанных выборов только в тех субъектах РФ, где они уже имеют представительство в региональном и местных парламентах и/или набрали хотя бы 3 % голосов на последних выборах в региональный парламент или парламент хотя бы одного из муниципальных образований оного субъекта Федерации. Партиям, не имеющим допуска до выборов в региональный парламент, для участия в них по партийным спискам надо собрать подписи 0,5 % избирателей субъекта федерации, кандидатам-одномандатникам (как партийным, так и самовыдвиженцам) нужно собрать подписи 3 % избирателей того избирательного округа, по которому они хотят баллотироваться. |
| Муниципальные выборы                                                | Для местных выборов (глав и депутатов муниципальных образований) так же одни партии допускаются напрямую, а другие — через сбор подписей. |

В России по закону партия вправе отменить решение партийного органа о выдвижении того или иного кандидата на выборную должность. В этом случае регистрация кандидата от партии может быть отменена даже если он уже был зарегистрирован избирательной комиссией. Также с регистрации может быть снят в этом случае список от партии на выборные должности.
Российское партийное и избирательное законодательство на протяжении последних трёх десятилетий постоянно претерпевало многочисленные изменения. Согласно решению Европейского суда по правам человека по делу Республиканской партии России, вынесенному весной 2011 года, «обязательство приводить число членов партии в соответствии с часто изменяющимся законом, дополняемое регулярными проверками членства, возлагают непропорциональное бремя на политические партии в России. Такие частые изменения избирательного законодательства могут быть восприняты, верно или ошибочно, как попытка манипулирования избирательными законами для получения преимущества партией, находящийся во власти». Однако данное решение не остановило российские власти, которые продолжили год за годом вносить различные изменения и дополнения в политическое законодательство.

## Зарегистрированные партии

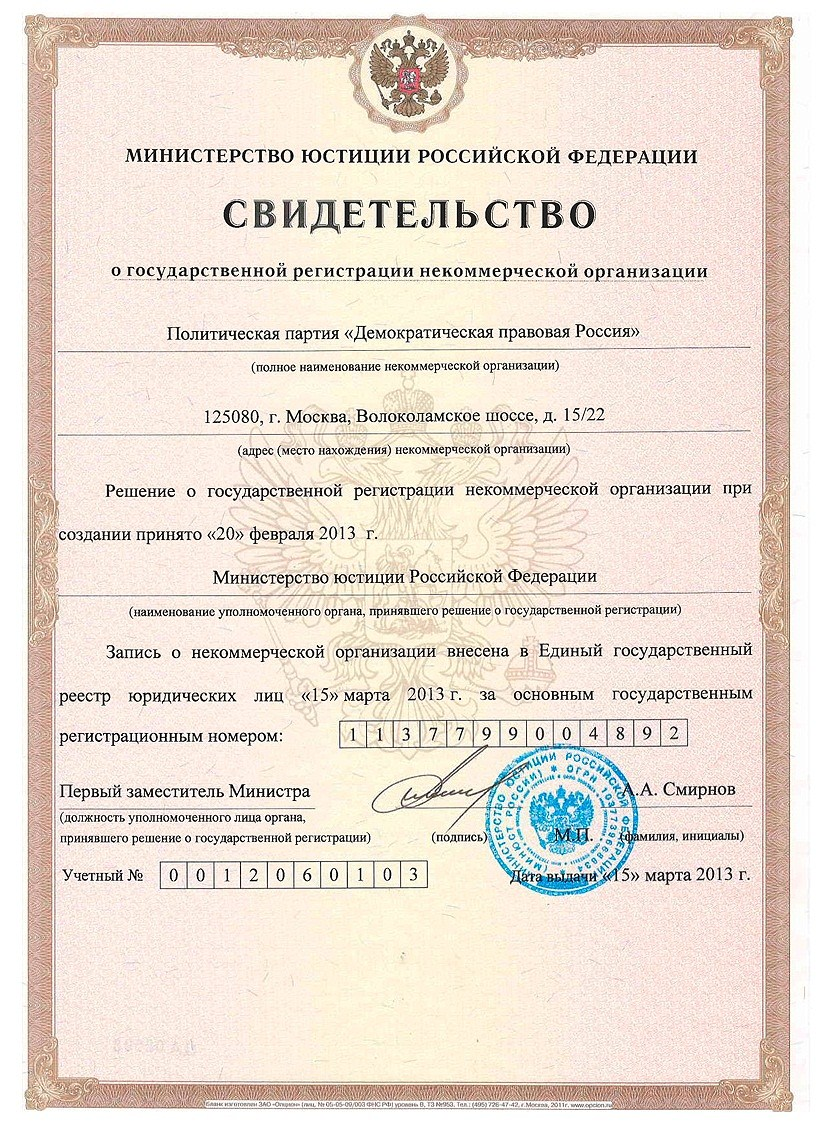
Единый образец Свидетельства о государственной регистрации политических партий, выданное Министерством юстиции России

### Регистрация партий
Регистрация партий является одним из основных фильтров, допускающих политические организации к участию к выборам. В 2012 году было проведена реформа законодательства, в результате которой количество партий в России увеличилось с 7 до 75 (к 2014 году), однако в последующие годы количество новых регистраций резко уменьшилось, а в 2017—2019 годах не была зарегистрирована ни одна партия и количество партий резко сократилось. В 2020 году регистрация партий была возобновлена (зарегистрировано 4 партии).
| Партий           | до 2012 | 2012 | 2013 | 2014 | 2015 | 2016 | 2017 | 2018 | 2019 | 2020 | 2021 | 2022 | 2023 | 2024 | 2025 |
| ---------------- | ------- | ---- | ---- | ---- | ---- | ---- | ---- | ---- | ---- | ---- | ---- | ---- | ---- | ---- | ---- |
| зарегистрировано | 8       | 47   | 24   | 8    | 4    | 3    | 0    | 0    | 0    | 4    | 1    | 0    | 0    | 0    | 0    |
| ликвидировано    | -       | 0    | 4    | 9    | 4    | 2    | 9    | 3    | 14   | 16   | 6    | 2    | 5    | 3    | 2    |

Согласно текущему законодательству Российской Федерации, политические партии должны быть зарегистрированы, чтобы иметь право участия в выборах. Незарегистрированные партии и общественные объединения без статуса партии в выборах участвовать не могут. Действующее законодательство не предусматривает возможности создания избирательных блоков.
В соответствии с Федеральным законом «О политических партиях» Министерством юстиции Российской Федерации зарегистрированы 23 политических партии. До принятия этого закона возможность участия в выборах в большей степени определялась не обладанием статуса «партия», а включением в список общественных объединений (в том числе избирательных блоков), имеющих право участия в выборах согласно данным проверки Центральной избирательной комиссии РФ.
Согласно ФЗ «О выборах депутатов Государственной Думы Российской Федерации» голоса избирателей, отданные за непрошедшие в думу партии (как и недействительные бюллетени), перераспределяются в пользу прошедших (парламентских) партий пропорционально набранному ими проценту голосов (таким образом, набрав на выборах 49 %, партия почти наверняка получит больше 50 % мандатов, распределяемых между партийными списками). В то же время все партии, набравшие на выборах в госдуму свыше 3 % голосов (независимо от того, преодолели ли они проходной барьер в 5 %) получают ряд льгот и привилегий на весь период до проведения следующих парламентских выборов: регулярное государственное финансирование, прямой (то есть без сбора подписей) допуск до следующих выборов в госдуму, а также до всех выборов во все региональные парламенты и органы местного самоуправления. В свою очередь, парламентские партии вдобавок получают право без сбора подписей выставлять своих кандидатов на Выборы Президента РФ.
В действующей Государственной думе VIII созыва по итогам выборов 2021 года представлено восемь политических партий, пять из них имеют свои фракции, две партии имеют по одному депутату, которые вошли во фракцию ЛДПР. Для принятия любого федерального закона достаточно более 50 % голосов депутатов (то есть более 225 депутатов), для принятия федерального конституционного закона — ровно 2/3 голосов (то есть достаточно ровно 300 депутатов).
| Партия                           | Партия               | Партия                                                     | Сокращение           | Идеология                                                                                             | Политический спектр  | Лидер партии         | Статус и позиция               | Объединения               | Создана                     | В текущем виде                               |
| Парламентские партии             | Парламентские партии | Парламентские партии                                       | Парламентские партии | Парламентские партии                                                                                  | Парламентские партии | Парламентские партии | Парламентские партии           | Парламентские партии      | Парламентские партии        | Парламентские партии                         |
| -------------------------------- | -------------------- | ---------------------------------------------------------- | -------------------- | --- | -------------------- | -------------------- | ------------------------------ | ------------------------- | --------------------------- | -------------------------------------------- |
|                                  |                      | «Гражданская платформа»                                    | ГП                   | Путинизм, консерватизм                                                                                | Правые               | Р. Г. Шайхутдинов    | Коалиция с ЕР, партия-спойлер  | —                         | 2012                        | 2015 Смена руководства и курса партии        |
|                                  |                      | «Единая Россия»                                            | ЕР                   | Зонтичная партия: путинизм, консерватизм, правый популизм                                             | Правые               | Д. А. Медведев       | Партия власти                  | ОНФ                       | 2001                        | 2003                                         |
|                                  |                      | Коммунистическая партия Российской Федерации               | КПРФ                 | Коммунизм, левый консерватизм, левый популизм, неосталинизм, советский патриотизм, Социализм XXI века | Синкретизм           | Г. А. Зюганов        | Квазиоппозиция                 | МВКРП СКП-КПСС            | 1990 как КП РСФСР           | 1993                                         |
|                                  |                      | Либерально-демократическая партия России                   | ЛДПР                 | Популизм, ксенофобия, ультраправый национализм, фашизм                                                | Ультраправые         | Л. Э. Слуцкий        | Коалиция с ЕР                  | —                         | 1989 как ЛДПСС              | 1992                                         |
|                                  |                      | «Новые люди»                                               | НЛ                   | Правый либерализм, регионализм                                                                        | Правоцентризм        | А. Г. Нечаев         | Квазиоппозиция, партия-спойлер | ОНФ                       | 2020                        | 2024 объединение с ПР                        |
|                                  |                      | «Родина»                                                   | Родина               | Правый популизм, национал-консерватизм, фашизм                                                        | Ультраправые         | А. А. Журавлёв       | Коалиция с ЕР                  | ОНФ                       | 2003 как НПС РОДИНА         | 2012 Восстановление                          |
|                                  |                      | «Справедливая Россия — За правду»                          | СРЗП                 | Социал-консерватизм, левый популизм                                                                   | Синкретизм           | С. М. Миронов        | Поддержка ЕР                   | ОНФ                       | 2006                        | 2021 Объединение с ЗП и ПР                   |
| Внепарламентские активные партии |                      |                                                            |                      | |                      |                      |                                |                           |                             |                                              |
|                                  |                      | «Яблоко»                                                   | Яблоко               | Пацифизм, Социал-либерализм, проевропеизм, прогрессивизм                                              | Левоцентризм         | Н. И. Рыбаков        | Оппозиция                      | Либеральный интернационал | 1993 как блок ЯБЛ           | 2006 Учреждение РОДП: объединение с СЗР и СМ |
| Партии-спойлеры                  |                      |                                                            |                      | |                      |                      |                                |                           |                             |                                              |
|                                  |                      | Демократическая партия России                              | ДПР                  | Путинизм, консерватизм                                                                                | Правые               | А. С. Зорин          | Партия-спойлер                 | —                         | 1990                        | 2012 Восстановление                          |
|                                  |                      | «Зелёная альтернатива»                                     | ЗА                   | Зелёные, путинизм, экологизм                                                                          | Левоцентризм         | Р. А. Хвостов        | Партия-спойлер                 | —                         | 2021                        | 2021                                         |
|                                  |                      | «Зелёные»                                                  | Зелёные              | Зелёные, аграризм, путинизм, экологизм                                                                | Левоцентризм         | А. Н. Нагибин        | Партия-спойлер                 | ОНФ                       | 1993                        | 2012 Восстановление                          |
|                                  |                      | «Коммунисты России»                                        | КОМРОС               | Левый популизм, путинизм                                                                              | Синкретизм           | С. А. Малинкович     | Партия-спойлер                 | МВКРП Наблюдатель         | 2009                        | 2012                                         |
|                                  |                      | Партия возрождения России                                  | ПВР                  | Путинизм, консерватизм, путинизм                                                                      | Правые               | И. Р. Ашурбейли      | Партия-спойлер                 | —                         | 2000 как Движение за Россию | 2012 Восстановление                          |
|                                  |                      | Партия прямой демократии                                   | ППД                  | Путинизм, популизм                                                                                    | Правые               | О. В. Артамонов      | Партия-спойлер                 | —                         | 2020                        | 2020                                         |
|                                  |                      | Российская партия пенсионеров за социальную справедливость | РППСС                | Социал-консерватизм, популизм, путинизм                                                               | Синкретизм           | Э. Н. Праздников     | Партия-спойлер                 | —                         | 1997                        | 2012 Восстановление                          |
|                                  |                      | Российская партия свободы и справедливости                 | РПСС                 | Левый популизм, путинизм, социал-консерватизм                                                         | Синкретизм           | И. Э. Шаган          | Партия-спойлер                 | —                         | 2012                        | 2021 Реорганизация в РПСС                    |
| Номинально существующие партии   |                      |                                                            |                      | |                      |                      |                                |                           |                             |                                              |
|                                  |                      | Казачья партия Российской Федерации                        | КПРФ                 | Казачество, путинизм                                                                                  | Синкретизм           | Н. Н. Константинов   | Партия-спойлер                 | —                         | 2013                        | 2013                                         |
|                                  |                      | Партия за справедливость!                                  | ПАРЗАС               | Путинизм, популизм                                                                                    | Синкретизм           | В. С. Пономаренко    | Партия-спойлер                 | —                         | 2012                        | 2012                                         |
|                                  |                      | Партия прогресса                                           | ПП                   | Путинизм, нет идеологии                                                                               | Синкретизм           | О. В. Петриенко      | Партия-спойлер                 | —                         | 2021                        | 2021                                         |
|                                  |                      | Партия социальной защиты                                   | ПСЗ                  | Путинизм, социал-консерватизм                                                                         | Синкретизм           | В. В. Михайлов       | Партия-спойлер                 | —                         | 2012                        | 2012                                         |

28 апреля 2012 года Министерство юстиции зарегистрировало Демократическую партию России. Партия стала первой, зарегистрировавшейся по новому законодательству.
5 мая 2012 года Минюст России «особым порядком» восстановил регистрацию Республиканской партии России, таким образом, выполнив вступившее в законную силу решение Европейского суда по правам человека. 10 мая представители партии в Минюсте получили соответствующее свидетельство о восстановлении государственной регистрации.

### Ликвидация партий
По данным Минюста, 78 партий прекратили деятельность с момента либерализации законодательства в 2012 году.
| №  | Наименование                                                                                   | Зарегистрована | Ликвидирована |  | Причина ликвидации |
| -- | ---------------------------------------------------------------------------------------------- | -------------- | ------------- |  | --- |
| 1  | Всероссийская политическая партия «Российская сетевая партия»                                  | 2012           | 2013          |  | временная регистрация, недостаточное количество зарегистрированных региональных отделений. |
| 2  | Политическая партия Российская консервативная партия «За нашу Родину»                          | 2012           | 2013          |  | временная регистрация, недостаточное количество зарегистрированных региональных отделений. |
| 3  | Политическая партия Российская партия автомобилистов «РОСПА»                                   | 2012           | 2013          |  | временная регистрация, недостаточное количество зарегистрированных региональных отделений. |
| 4  | Политическая партия «Интернет Партия Российской Федерации»                                     | 2012           | 2013          |  | временная регистрация, недостаточное количество зарегистрированных региональных отделений. |
| 5  | Политическая партия «Возрождение аграрной России»                                              | 2013           | 2014          |  | временная регистрация, недостаточное количество зарегистрированных региональных отделений. |
| 6  | Политическая партия СОЦИАЛЬНО-ПРОГРЕССИВНАЯ ПАРТИЯ РОССИИ                                      | 2013           | 2014          |  | временная регистрация, недостаточное количество зарегистрированных региональных отделений. |
| 7  | Политическая партия «КОЛОКОЛ»                                                                  | 2013           | 2014          |  | временная регистрация, недостаточное количество зарегистрированных региональных отделений. |
| 8  | Всероссийская политическая партия «ИСТИНА»                                                     | 2013           | 2014          |  | временная регистрация, недостаточное количество зарегистрированных региональных отделений. |
| 9  | Политическая партия «Всероссийская социалистическая народная партия „Отчизна“                  | 2013           | 2014          |  | временная регистрация, недостаточное количество зарегистрированных региональных отделений. |
| 10 | Политическая партия „СОЦГОРОД“                                                                 | 2013           | 2014          |  | временная регистрация, недостаточное количество зарегистрированных региональных отделений. |
| 11 | Политическая партия „Западный Выбор“ Константина Борового                                      | 2013           | 2014          |  | временная регистрация, недостаточное количество зарегистрированных региональных отделений. |
| 12 | Политическая партия „Самодержавная Россия“                                                     | 2013           | 2014          |  | временная регистрация, недостаточное количество зарегистрированных региональных отделений. |
| 13 | Политическая партия „ЗДОРОВАЯ РОССИЯ“                                                          | 2014           | 2014          |  | временная регистрация, недостаточное количество зарегистрированных региональных отделений. |
| 14 | Партия Прогресса                                                                               | 2014           | 2015          |  | временная регистрация, недостаточное количество зарегистрированных региональных отделений. |
| 15 | Новая Россия                                                                                   | 2012           | 2015          |  | |
| 16 | Общественная организация — Политическая партия „Свежий Взгляд России“»                         | 2015           | 2015          |  | временная регистрация, недостаточное количество зарегистрированных региональных отделений. |
| 17 | Партия «Воля»                                                                                  | 2012           | 2016          |  | запрещена по решению Верховного суда РФ, экстремизм. |
| 18 | Партия Человека Труда                                                                          | 2014           | 2016          |  | |
| 19 | Российская политическая Партия Мира и Единства                                                 | 2012           | 2017          |  | на основании решения суда |
| 20 | Партия налогоплательщиков России                                                               | 2012           | 2017          |  | на основании решения суда |
| 21 | Демократический выбор                                                                          | 2012           | 2017          |  | на основании решения суда |
| 22 | Партия Духовного Преображения России                                                           | 2012           | 2017          |  | на основании решения суда |
| 23 | Рождённые в Союзе Советских Социалистических Республик                                         | 2012           | 2017          |  | на основании решения суда |
| 24 | Объединённая аграрно-промышленная партия России                                                | 2012           | 2017          |  | на основании решения суда |
| 25 | Партия социальной солидарности                                                                 | 2013           | 2017          |  | на основании решения суда |
| 26 | Автомобильная Россия                                                                           | 2013           | 2017          |  | распоряжение Министерства юстиции Российской Федерации от 05.07.2017 |
| 27 | Беспартийная Россия                                                                            | 2016           | 2017          |  | не сумела зарегистрировать достаточное количество региональных отделений |
| 28 | Достоинство                                                                                    | 2013           | 2018          |  | самостоятельно объявила о ликвидации |
| 29 | Партия Национальной безопасности России                                                        | 2012           | 2018          |  | на основании решения суда |
| 30 | Молодая Россия                                                                                 | 2012           | 2018          |  | на основании решения суда |
| 31 | Российская партия народного управления                                                         | 2012           | 2019          |  | на основании решения суда |
| 32 | Спортивная партия России «Здоровые силы»                                                       | 2013           | 2019          |  | на основании решения суда |
| 33 | Народная партия «За женщин России»                                                             | 2012           | 2019          |  | на основании решения суда в связи с недостаточным участием в выборах в течение семи лет подряд) |
| 34 | Политическая партия «Союз Горожан»                                                             | 2012           | 2019          |  | на основании решения суда в связи с недостаточным участием в выборах в течение семи лет подряд |
| 35 | Всероссийская политическая партия «Народная партия России»                                     | 2012           | 2019          |  | на основании решения суда в связи с недостаточным участием в выборах в течение семи лет подряд |
| 36 | Социал-демократическая партия России                                                           | 2012           | 2019          |  | на основании решения суда в связи с недостаточным участием в выборах в течение семи лет подряд |
| 37 | Всероссийская политическая партия «Партия пенсионеров России»                                  | 2012           | 2019          |  | на основании решения суда в связи с недостаточным участием в выборах в течение семи лет подряд |
| 38 | Политическая партия «Города России»                                                            | 2012           | 2019          |  | на основании решения суда в связи с недостаточным участием в выборах в течение семи лет подряд |
| 39 | Политическая партия «Альянс зелёных»                                                           | 2012           | 2019          |  | на основании решения суда в связи с недостаточным участием в выборах в течение семи лет подряд |
| 40 | Политическая партия «Аграрная партия России»                                                   | 2012           | 2019          |  | на основании решения суда в связи с недостаточным участием в выборах в течение семи лет подряд |
| 41 | Политическая партия «Народный альянс» (ранее — Партия «Родная страна»)                         | 2012           | 2019          |  | на основании решения суда в связи с недостаточным участием в выборах в течение семи лет подряд |
| 42 | «Монархическая партия»                                                                         | 2012           | 2019          |  | на основании решения суда в связи с недостаточным участием в выборах в течение семи лет подряд |
| 43 | Политическая партия «ЧЕСТНО» /Человек. Справедливость. Ответственность/                        | 2012           | 2019          |  | на основании решения суда в связи с недостаточным участием в выборах в течение семи лет подряд |
| 44 | Всероссийская политическая партия «Партия Возрождения Села»                                    | 2013           | 2019          |  | на основании решения суда в связи с ликвидацией нескольких региональных отделений, что привело к тому, что Партия имела зарегистрированные региональные отделения менее чем в половине субъектов Российской Федерации |
| 45 | Политическая партия «Трудовая партия России»                                                   | 2012           | 2020          |  | на основании решения суда в связи с недостаточным участием в выборах в течение семи лет подряд |
| 46 | Политическая партия «Против всех»                                                              | 2012           | 2020          |  | на основании решения суда в связи с недостаточным участием в выборах в течение семи лет подряд |
| 47 | Политическая партия «Партия ветеранов России»                                                  | 2012           | 2020          |  | на основании решения суда |
| 48 | Всероссийская политическая партия «Союз Труда»                                                 | 2012           | 2020          |  | на основании решения суда |
| 49 | Общероссийская политическая партия «РАЗВИТИЕ РОССИИ»                                           | 2013           | 2020          |  | на основании решения суда в связи с неучастием в выборах в течение семи лет подряд |
| 50 | Политическая партия «Российская Социалистическая партия»                                       | 2012           | 2020          |  | на основании решения суда в связи с недостаточным участием в выборах в течение семи лет подряд |
| 51 | Всероссийская политическая партия «Женский Диалог»                                             | 2012           | 2020          |  | на основании решения суда в связи с недостаточным участием в выборах в течение семи лет подряд |
| 52 | Всероссийская политическая партия «ЗАЩИТНИКИ ОТЕЧЕСТВА»                                        | 2013           | 2020          |  | на основании решения суда в связи с недостаточным участием в выборах в течение семи лет подряд |
| 53 | Всероссийская политическая партия «ПАРТИЯ ВЕЛИКОЕ ОТЕЧЕСТВО (ПВО)»                             | 2013           | 2020          |  | после приостановления деятельности в 2019 году на основании решения суда в связи с нарушениями деятельности организации                                                                                               |
| 54 | Политическая партия Российский объединённый трудовой фронт (РотФронт)                          | 2012           | 2020          |  | на основании решения суда в связи с недостаточным участием в выборах в течение семи лет подряд |
| 55 | Политическая партия «Демократическая правовая Россия»                                          | 2013           | 2020          |  | на основании решения суда в связи с недостаточным участием в выборах в течение семи лет подряд |
| 56 | «Россия Будущего» (ранее — Партия свободных граждан)                                           | 2012           | 2020          |  | на основании решения суда в связи с недостаточным участием в выборах в течение семи лет подряд |
| 57 | «Национальный Курс»                                                                            | 2013           | 2020          |  | на основании решения суда в связи с недостаточным участием в выборах в течение семи лет подряд |
| 58 | «Российская партия садоводов»                                                                  | 2013           | 2020          |  | на основании решения суда в связи с недостаточным участием в выборах в течение семи лет подряд |
| 59 | «Родная партия»                                                                                | 2013           | 2020          |  | на основании решения суда в связи с недостаточным участием в выборах в течение семи лет подряд |
| 60 | «Народ против Коррупции»                                                                       | 2013           | 2020          |  | на основании решения суда в связи с недостаточным участием в выборах в течение семи лет подряд |
| 61 | «Партия родителей будущего»                                                                    | 2015           | 2021          |  | на основании решения суда в связи с ликвидацией нескольких региональных отделений, что привело к тому, что Партия имела зарегистрированные региональные отделения менее чем в половине субъектов Российской Федерации |
| 62 | «Возрождение аграрной России»                                                                  | 2012           | 2021          |  | на основании решения суда в связи с ликвидацией нескольких региональных отделений, что привело к тому, что Партия имела зарегистрированные региональные отделения менее чем в половине субъектов Российской Федерации |
| 63 | «Объединённая партия людей ограниченной трудоспособности России»                               | 2012           | 2021          |  | на основании решения суда в связи с ликвидацией нескольких региональных отделений, что привело к тому, что Партия имела зарегистрированные региональные отделения менее чем в половине субъектов Российской Федерации |
| 64 | «За правду»                                                                                    | 2020           | 2021          |  | в связи с объединением с партией «Справедливая Россия» |
| 65 | «Патриоты России»                                                                              | 2005           | 2021          |  | в связи с объединением с партией «Справедливая Россия» |
| 66 | «Партия Социальных Реформ — Прибыль от природных ресурсов — Народу»                            | 2014           | 2021          |  | на основании решения суда в связи с недостаточным участием в выборах в течение семи лет подряд. |
| 67 | «Интернациональная партия России»                                                              | 2014           | 2021          |  | на основании решения суда в связи с недостаточным участием в выборах в течение семи лет подряд. |
| 68 | «Партия добрых дел»                                                                            | 2014           | 2022          |  | на основании решения суда в связи с недостаточным участием в выборах в течение семи лет подряд. |
| 69 | «Партия малого бизнеса России»                                                                 | 2015           | 2022          |  | на основании решения суда в связи с недостаточным участием в выборах в течение семи лет подряд. |
| 70 | «Альтернатива для России (Партия Социалистического выбора)»                                    | 2015           | 2023          |  | на основании решения суда в связи с недостаточным участием в выборах в течение семи лет подряд. |
| 71 | «Россия будущего»                                                                              | 2021           | 2023          |  | на основании решения суда |
| 72 | «Народно-патриотическая партия России – Власть народу»                                         | 2016           | 2023          |  | на основании решения суда |
| 73 | «Партия народной свободы»                                                                      | 1991           | 2023          |  | на основании решения суда |
| 74 | «Партия роста» (до 26 марта 2016 года «Правое дело», до 15 ноября 2008 года «Союз правых сил») | 1998           | 2024          |  | в связи с объединением с партией «Новые люди» |
| 75 | «Партия дела»                                                                                  | 2012           | 2024          |  | на основании решения суда |
| 76 | «Гражданская сила»                                                                             | 2012           | 2024          |  | на основании решения суда |
| 77 | «Гражданская инициатива (другое название — Партия перемен)»                                    | 2013           | 2025          |  | на основании решения суда |
| 78 | «Российский общенародный союз»                                                                 | 2012           | 2025          |  | на основании решения суда |

## Незарегистрированные партии
Действующее законодательство Российской Федерации по политическим партиям имеет расплывчатые требования и критерии, фактически позволяя отказать в регистрации любой неудобной для власти РФ партии в регистрации, благодаря чему те не могут участвовать в выборах и вести агитацию.
В таблице партии представлены активные действующие и позиционирующие себя как партии структуры, но не имеющие регистрации, в алфавитном порядке.
| Логотип                                | Название партии                                         | Сокращение | Идеология                                                 | Политический спектр | Лидер партии                                | Объединения             |
| -------------------------------------- | ------------------------------------------------------- | ---------- | --------------------------------------------------------- | ------------------- | ------------------------------------------- | ----------------------- |
|                                        | «Другая Россия Э. В. Лимонова»                          | Лимоновцы  | Национал-большевизм                                       | Синкретизм          | М. А. Аксель, А. Ю. Дмитриев, Ю. Староверов | —                       |
|                                        | Либертарианская партия России                           | ЛПР        | Либертарианство, анархо-капитализм                        | Правые              | С. Карнавский оспаривается с 2023 года      | МАЛП                    |
| М. Мацапулина оспаривается с 2023 года | Либертарианская партия России                           | ЛПР        | Либертарианство, анархо-капитализм                        | Правые              |                                             | МАЛП                    |
|                                        | Марксистско-ленинская партия (большевиков)              | МЛП(б)     | Марксизм-ленинизм, сталинизм                              | Левые               | ЦК МЛП(б)                                   | —                       |
|                                        | «Общество.Будущее»                                      | ОБ         | Национал-демократия                                       | Правые              | Р. А. Юнеман                                | —                       |
|                                        | Объединённая коммунистическая партия                    | ОКП        | Коммунизм, марксизм-ленинизм                              | Левые               | В. И. Лакеев                                | —                       |
|                                        | Партия любителей пива                                   | ПЛП        | Политическая сатира                                       | Политическая сатира | С. Поляков                                  | —                       |
|                                        | Пиратская партия России                                 | ППР        | Инфоанархизм                                              | Левые               | А. Ершов                                    | Пиратский интернационал |
|                                        | «Рассвет»                                               | Рассвет    | Зонтичная партия: либерализм, проевропеизм, прогрессивизм | Центризм            | Е. С. Дунцова                               | —                       |
|                                        | Российская коммунистическая партия (интернационалистов) | РКП(и)     | Марксизм-ленинизм, интернационализм                       | Левые               | ЦК РКП(и)                                   | —                       |
|                                        | Российская маоистская партия                            | РМП        | Маоизм, марксизм-ленинизм                                 | Левые               | ЦК РМП                                      | МКМЛПО(м) МКРПО         |
|                                        | «Социал-демократы России»                               | СДР        | Социал-демократия, прогрессивизм, проевропеизм            | Левоцентризм        | Оргкомитет                                  | —                       |

## История партийной системы

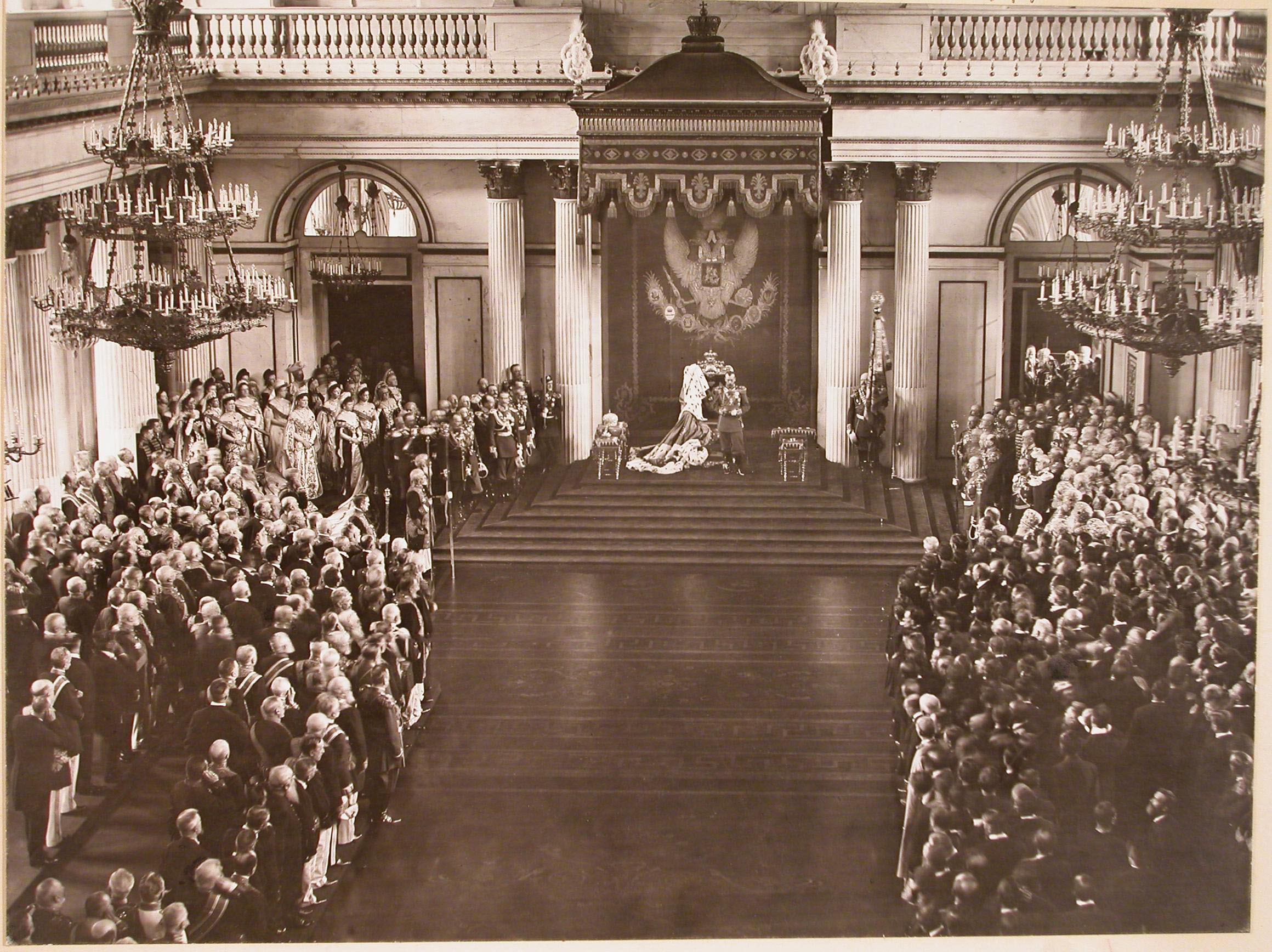
Торжественное открытие Государственной думы и Государственного совета. Зимний дворец. 27 апреля 1906 года

### Предыстория
Российская империя
В 1905 году в Российской империи была учреждена Государственная дума, которая располагалась в Таврическом дворце Санкт-Петербурга, в состав которой были избраны около 10 из 14 существующих российских Политических партий Российской империи.
Российская республика и Советская Россия
После Февральской революции в конце февраля 1917 года монархия была ликвидирована и создано временное правительство. В октябре 1917 года после Октябрьской революции временное правительство было упразднено, создан Совет народных комиссаров (Совнарком) и Всероссийский центральный исполнительный комитет (ВЦИК) провозгласивший Россию Российской Советской Федеративной Социалистической Республикой (РСФСР). В 1917 году вместо упразднённой Государственной думы Российской империи, Советской властью был учреждён Всероссийский съезд Советов который согласно Конституции РСФСР (Российская Советская Федеративная Социалистическая Республика) 1918 года, являлся Высшим государственным органом на территории РСФСР (Российская Советская Федеративная Социалистическая Республика), параллельно ему в ноябре этого года было создано Всероссийское учредительное собрание в котором большинство принадлежала эсерам и центристам, при этом Советские государственные органы не признавали его решения.
6 января по старому стилю 1918 года на первом заседании депутатское большинство во главе с лидером эсеров провозгласила Россию Российской демократической федеративной республикой. Под угрозой ликвидации Советского государства, вечером того же дня, двери в здание комиссарами ВЧКа были опечатаны и приставлен конвой.
7 января по старому стилю 1918 года ВЦИК опубликовал декрет о роспуске учредительного собрания как временного органа.
18 января по новому стилю 1918 года Совнарком принимает декрет ВЦИК и на III Всероссийском съезде Советов принимает решение о роспуске «Всероссийского учредительного собрания».

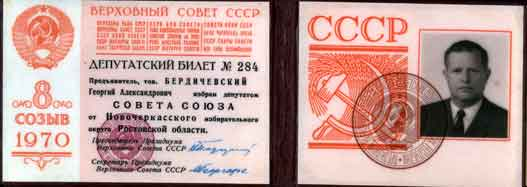
Удостоверение члена парламента — депутатский билет народного депутата Верховного Совета СССР 8-го созыва. 1970 год

До 1922—1923 года на территории России между двух политических систем проходит гражданская война в которой победу одерживает Красная армия. С этого времени в Советской России и в Советском Союзе вводится однопартийная система во главе с Российской социал-демократической рабочей партией большевиков РСДРП(б), которая в 1925 была реорганизована в «Всесоюзную коммунистическую партию большевиков» ВКП(б) и в 1952 году в Коммунистическую партию Советского Союза КПСС, в состав которой входили правящие республиканские коммунистические партии союзных республик. Руководящая и направляющая роль партии была закреплена 6 ст. Конституции СССР и носила государственный и всеохватывающий характер. Съезды партии с 1961 года проходили в Кремлёвском дворце съездов.
В 1937 году Всероссийский съезд Советов, был реорганизован в Верховный Совет РСФСР (Российская Советская Федеративная Социалистическая Республика), который, как и другие республиканские Верховные Советы Советского союза, входили в состав союзного Верховного Совета СССР. Высший орган состоял из «Народных депутатов», на местах были образованы Советы народных депутатов. Исполнительные функции в стране осуществлял Центральный Комитет КПСС вместе со своей молодёжной организацией Центральным комитетом ВЛКСМ. В регионах обком КПСС и обком ВЛКСМ, в городах горком КПСС и ВЛКСМ, в районах райкомы КПСС и ВЛКСМ.

### Конец монополии КПСС

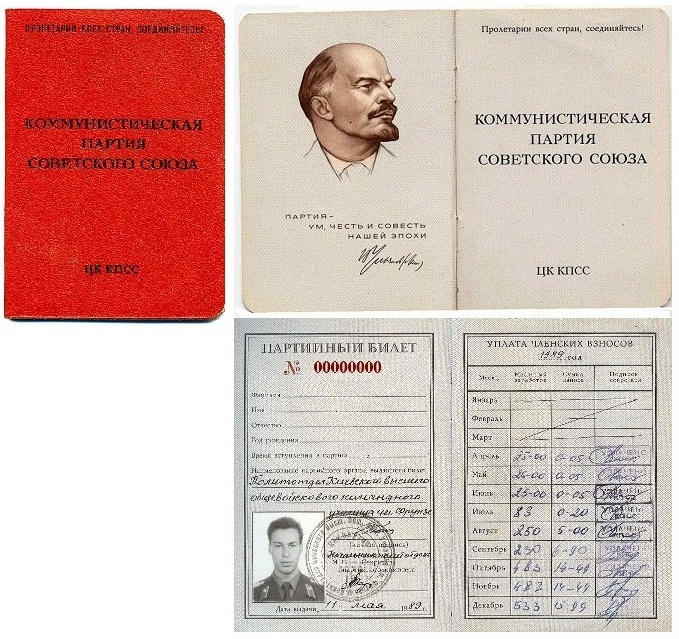
Партийный билет члена КПСС — Документ, удостоверяющий партийную принадлежность его владельца, имеющего право голоса при голосовании внутри партии, содержащий отметки об ежемесячной уплате членских взносов. В Советском союзе являлся главным документом наряду с Паспортом СССР. 1989 год

В 1987 году на январском пленуме ЦК КПСС генеральным секретарём партии Михаилом Горбачёвым, избранным на должность 11 марта 1985 года (на заседании Политбюро ЦК КПСС), был провозглашён курс, известный как «гласность — перестройка — ускорение». В этот период был ослаблен идеологический контроль партии на местах, что сделало возможным скрытым диссидентам на территории России занять в партии и её молодёжной организации ВЛКСМ ключевые и руководящие посты.
Первой открыто провозглашённой политической партией в стране в 1988 году стал Демократический союз — (официально зарегистрированный 19 декабря 1992 года).
С 28 июня по 1 июля 1988 года состоялась партийная XIX конференция КПСС, на которой была проведена реформа Верховного Совета (союзного и местных) и избирательного законодательства таким образом, что на выборах весной 1989 года на местах мандаты получили демократы и националисты. В конституцию внесли ряд поправок, в том числе о создании Съезда народных депутатов, о кооперации, отмене статьи 6 и признании многопартийности.
В декабре 1989 года, Министерством юстиции СССР была официально зарегистрирована Либерально-демократическая партия Советского союза (ЛДПСС), которая стала первой официальной альтернативной политической партией союзного уровня.
С 19 по 23 июня 1990 года, состоялся учредительный съезд республиканской Коммунистической партии РСФСР (КП РСФСР), до этого Россия была единственной республикой в Союзе ССР не имеющая собственной республиканской партии, базируясь на союзной платформе партии.
С 2 по 13 июля 1990 года, состоялся последний 28 съезд КПСС.
С принятием закона СССР от 09.10.1990 № 1708-1 «Об общественных объединениях» стала возможной официальная регистрация политических партий, первыми из которых стали зарегистрированные Минюстом РСФСР 14 марта 1991 года:
- Демократическая партия России
- Социал-демократическая партия России
- Республиканская партия Российской Федерации

Они стали первыми альтернативными партиями на республиканском уровне (то есть уровне РСФСР), до этого были зарегистрированы только общесоюзные партии.
В 90-е годы для регистрации федеральной партии достаточно было иметь 5 тысяч членов, в силу чего право на участие в выборах имело 196 партий и движений. Тем не менее это не приводило к серьёзной раздробленности, так как, преодолевая проходной барьер, в Госдуму проходило стабильно малое число только наиболее поддерживаемых партий и избирательных блоков — около десятка избирательных объединений.
18 августа 1991 г. для сохранения партийной власти и предотвращению распада СССР членами президиума ЦК КПСС и Правительства СССР был организован ГКЧП, который попытался отстранить Михаила Горбачёва с поста президента СССР и взять контроль над страной в свои руки. Но из-за нерешительности 22 августа 1991 ГКЧП потерпел поражение. После провала Августовского путча союзная власть окончательно утратила свою власть над своими республиками. 6 ноября этого года, указом Президента России Бориса Ельцина партия КПСС была запрещена.
В здании Центрального Комитета КПСС расположилась Администрация Президента России, в зданиях обкомов, горкомов и райкомов расположились региональные, городские и районные Правительства и Администрации. Вместо первых Секретарей, введены должности глав субъектов губернатор, мэр города, глава Администрации. Советы народных депутатов в ряде регионов реорганизованы в Думы.

### Российская Федерация
В 1991—1993 годах обострилось противостояние между президентской (Борис Ельцин) и левой парламентской властью (Верховный Совет и Съезд народных депутатов России). 21 сентября 1993 года указом Президента России Бориса Ельцина в нарушение конституции были распущены Съезд народных депутатов (высший орган власти по Конституции) и Верховный Совет (законодательный, распорядительный и контрольный орган СНД РФ, постоянно действующий парламент РФ). В ответ Съезд народных депутатов России принял решение отстранить Бориса Ельцина с поста президента России и назначил вице-президента России Александра Руцкого и. о. президента, что привело к расстрелу и разгону Верховного Совета президентскими войсками и аресту его руководителей. После принятия новой Конституции России функции законодательной власти стала исполнять Государственная дума.
Новый парламент стал располагаться в бывшем здании Госплана СССР по адресу Охотный Ряд, д. 1. В здании бывшего Верховного Совета по адресу: Краснопресненская набережная, д.2, стало располагаться правительство России.
12 декабря 1993 года, в условиях новой Конституции и многопартийной системы, в Государственную думу был избран 1-й созыв думы, трое из которых набрали более 10 % голосов избирателей.
- ЛДПР (Либерально-демократическая партия России) — прямой преемник ЛДПСС (22,92 %)
- Демократический выбор России — пропрезидентская либеральная партия (15,51 %)
- КПРФ (Коммунистическая партия Российской Федерации) — прямой преемник КП РСФСР (12,40 %)

#### Реорганизация общественных объединений в партии
В 2001 году был принят федеральный закон «О политических партиях». Все партии должны были пройти перерегистрацию. За партиями закрепился статус единственного вида общественного объединения, которое обладает правом самостоятельно выдвигать кандидатов в депутаты и на иные выборные должности в органах государственной власти. Одно из важных положений закона — установление единого общенационального статуса политической партии, и, как следствие, ликвидация региональных и межрегиональных политических общественных объединений, до этого политические организации имевшие в своих названиях термин «ПАРТИЯ», юридически были общественными объединениями.
До 2004 года минимальная численность партии по закону была 10 тысяч человек.
В декабре 2004 года внесены поправки, предусматривающие минимальную численность членов партии в 50 тысяч и наличие более чем 45 региональных отделений (по 500 человек в каждом). К 1 января 2006 года всем партиям следовало предоставить документы, доказывающие соответствие их партийных структур требованиям закона о минимальном размере численности и количестве региональных отделений.
В 2008 году появилась информация о планах увеличить минимальную численность политических партий до 100 тысяч человек.
В 2009 году был внесён законопроект о снижении с 1 января 2010 года необходимой для госрегистрации численности партии с 50 тысяч до 45 тысяч (в региональных отделениях партий — с 500 до 450 членов). К 1 января 2012 года обязательное минимальное число членов партий будет установлено на уровне 40 тысяч, а в региональных отделениях партии — до 400.
28 февраля 2012 года принят закон о выборах, партии были освобождены от сбора подписей и внесения денежного залога для выдвижения партии и её кандидата, восстановлены выборы губернаторов. Снижено количество требуемых подписей для кандидатов на выборах в президенты России, вместо 2 миллионов сейчас достаточно: от партий 100 тысяч, а для самовыдвиженцев — 300 тысяч. Снижен избирательный проходной барьер для партий с 7 до 5 %.
20 марта 2012 года Государственная дума утвердила президентский законопроект о снижении минимальной численности политических партий, что позволяет для их создания иметь в России вместо 40 тысяч всего 500 человек, а для регистрации регионального отделения — вместо 500 — всего 5 человек.

#### Дело Республиканской партии России
В 2006—2007 году Минюст сначала отказывался признавать легитимными съезды Республиканской партии России, а затем, после ужесточения законодательства, и вовсе лишил партию регистрации, заявив в Верховном суде, что у неё недостаточная численность. В этот же период было ликвидировано ещё около 10 партий. Руководство РПР подало иск в Европейский суд по правам человека, который в апреле 2011 года опубликовал решение о том, что российские власти дважды нарушили 11 статью Европейской конвенции о защите прав человека и основных свобод и ликвидация РПР была незаконной, а в сентябре 2011 года оно вступило в законную силу — российское законодательство о партиях было признано не соответствующим европейским стандартам. В том числе Европейский суд отметил, что требования к минимальной численности партий установлены в ряде государств, однако российские требования к минимальной численности являются самыми высокими в Европе. Национальное законодательство, устанавливающее данные требования, неоднократно менялось в течение последних нескольких лет, что, исходя из международной практики, может восприниматься как попытка манипулирования избирательным законодательством в пользу правящей партии. Суд напомнил, что «политические партии — это форма объединения, необходимая для должного функционирования демократии. Ввиду роли, которую играют политические партии, любая мера, принятая против них, влияет и на свободу объединений и, следовательно, на демократию в рассматриваемом государстве». Аргументы о том, что законодательство было ужесточено для предотвращения траты бюджетных средств и раздробления депутатского корпуса, не убедили Европейский суд, так такое право имеют только партии, набравшие более 3 % на выборах, а дробление предотвращается одним из самых высоких в Европе проходным барьером в 7 %.
Весной 2012 года председатель Госдумы Сергей Нарышкин сообщил, что ещё летом 2011 года началась подготовка законопроекта об упрощении регистрации партий. В январе 2012 года на заседании Верховного суда по иску Владимира Рыжкова о непосредственном восстановлении РПР, представитель Минюста заявила, что партию восстанавливать не следует, а Страсбургский суд своим решением указал на необходимость внесения поправок в законодательство, что и делается — президент Дмитрий Медведев уже внёс в Госдуму проект изменений в законодательство, согласно которым минимальное количество членов партии будет снижено до 500 человек, а требование о численности отделений объединения в регионах убирается вовсе. Впоследствии Госдума приняла законопроект и он вступил в силу. Тем не менее Верховный суд всё же отменил решение о ликвидации РПР. Владимир Рыжков посетовал на то, что по вине государства Республиканская партия не смогла принять участие в 2 парламентских и 2 президентских выборах. Адвокат Вадим Прохоров заявил, что если РПР сохранит регистрацию, партия будет одним из субъектов, который сможет жаловаться на нелегитимность выборов последних четырёх лет, потому что партийцы не могли принимать в них участие.
Накануне принятия президентского законопроекта оппозиционные фракции в Думе заявляли, что столь радикальное снижение планки для создания и регистрации партии (с 40 тысяч до 500 человек) разрушит существующую политическую систему страны и что партия власти воспользуется новым законом в свою пользу, конкретно: создаст «два-три десятка управляемых партий, с помощью которых или проведет своих кандидатов, или отсечет голоса у конкурентов». Оппозиция, как системная, так и несистемная, высказывала опасения, что «либерализация» в такой форме приведёт к «политическому бардаку» и что в выигрыше окажется все та же партия власти, которая за счёт новых правил просто создаст партии-спойлеры для своих противников. Сам Рыжков сказал, что «идея Кремля — чтобы каждый, у кого есть 500 друзей в Facebook’е, смог зарегистрировать партию. Они хотят, чтобы было 30 либеральных партий, 130 — националистических, 230 — коммунистических, и всё это будет просто в хлам, и на этом фоне будет возвышаться партия воров и жуликов как единственная сплочённая сила».

#### Акции «За честные выборы» в 2011 году
Прямые выборы руководителей субъектов федерации без каких-либо «фильтров» были отменены в 2005 году по инициативе Владимира Путина, на тот момент занимавшего пост президента РФ. Это был один из этапов построения так называемой «вертикали власти». До 2005 года кандидаты в губернаторы не согласовывались с руководством страны. В 2009 году президент Дмитрий Медведев заявлял, что возвращения к системе выборности руководителей регионов в России не планируется: «Я лично участвовал в этом решении об изменении механизма наделения полномочиями глав регионов. Я считаю его абсолютно правильным. Я не вижу условий, при которых мы могли бы от этого решения отказаться ни сейчас, ни через 100 лет». В мае 2011 года Медведев говорил, что речь о возвращении губернаторских выборов можно будет вести только через 10-15 лет.
Первый крупный митинг «За честные выборы» прошёл 10 декабря 2011 года. 15 декабря Владимир Путин предложил вернуть ограниченные выборы глав регионов РФ уже в 2012 году. 22 декабря 2011 года Дмитрий Медведев в своём послании Федеральному собранию пообещал внести в Госдуму законопроект о возвращении выборов глав регионов. Согласно закону, принятому весной 2012 года, кандидаты в губернаторы выдвигаются политическими партиями, при этом кандидат должен пройти «муниципальный фильтр». Регион может также предусмотреть и самовыдвижение кандидатов. Эксперты при этом отмечали, что в целом по стране около 90 % муниципальных депутатов принадлежат к правящей «Единой России», что с трудом даёт возможность участвовать в губернаторских выборах только 2—3 кандидатам, а остальные математически даже не смогут пройти этот барьер.

### После реформы 2012 года
После упрощения порядка регистрации новых политических партий Минюст буквально завалили заявками. Газета.Ру писала, что новые партии предпочитают иметь в своих названиях слова «социальный», «народный», «социал-демократический» и «коммунистический» или напоминать избирателю о многотысячных митингах зимы — весны 2012 года. Так, с «креативным классом» пытается заигрывать «Союз горожан», выступающий за развитие местного самоуправления, «Партия социальных сетей», ратующая за упразднение Совета федерации и всеобщий бесплатный доступ в интернет. По-мнению Газеты. Ру, большинство новых партий даже не пыталось прикинуться настоящими: так, программа партии «Союз горожан» занимает меньше странички формата А4, у «Партии социальных сетей» — вообще полстранички, а авторы других документов откровенно развлекались: так, партия «Молодая Россия» позиционирует себя как партию «радикальных неотехнологов», «не ассоциирующих себя ни с одним спектром идейного политического поля прошлого века». Политолог Алексей Макаркин предположил, что новые партии разделятся на «спойлеров», которые будут отнимать голоса у КПРФ (Коммунистическая партия Российской Федерации) и партии «Справедливая Россия», и тех, кто будет помогать властям: «Если Единая Россия (ЕР) будет где-то проседать, эти партии будут её подстраховывать». Политологи отмечали, что эта тактика властей использовалась и ранее, например, на выборах 2003 года.
Лента.ру в августе 2012 года в серии аналитических статей рассортировала новые политические партии по нескольким группам. Так, при участии Андрея Богданова созданы Демократическая партия России, «Союз горожан», Партия социальных сетей и Коммунистическая партия социальной справедливости. При участии Александра Рявкина созданы «Гражданская сила», Российская сетевая партия, Экологическая партия «Зелёные». Партиями-«сквоттерами» (организациями, присвоившими себе старые партийные бренды) названы Аграрная партия России, Народная партия, Социал-демократическая партия, Партия пенсионеров, Партия пенсионеров за справедливость. 21 мая 2012 года Минюст России официально зарегистрировал Социал-демократическую партию России под председательством Сираждина Рамазанова.
Все остальные новые партии Лента.ру разделила на две категории. Как «близкие к власти» были охарактеризованы Молодая Россия, Города России, Партия свободных граждан, Умная Россия. Следующие партии были названы самостоятельными: «За женщин России», Новая Россия, Монархическая партия, Партия мира и единства, «Гражданская платформа», «Коммунисты России», «Российский общенародный союз», Российская консервативная партия «За нашу родину», «РПР-ПАРНАС». В преддверии партийной реформы, в феврале 2012 года деятели ОДД «Солидарность» Иван Тютрин и Александр Лукьянов сделали вывод о том, что прежнее деление на оппозицию системную и несистемную теряет свою актуальность по причинам радикализации системных партий и облегчения регистрации партий. Более значимым, по их мнению, становится деление на «непримиримых» и «соглашателей». По итогам 2012 года ряд экспертов отметил, что системные парламентские партии всё-таки сохранили свою лояльность к власти и в течение года поддержали почти все законопроекты «Единой России». В том же 2012 году в 2,5 раза было увеличено государственное (из федерального бюджета) финансирование партий, набравших большой процент голосов по итогам последних парламентских выборов.

### Партии «под ключ» и зависимые партии
С момента возникновения партийной системы современной России возник бизнес создания партий «под ключ»[прояснить]. Политтехнолога Андрея Богданова ряд средств массовой информации называл своеобразным рекордсменом в деле партстроительства, поскольку он выступил создателем более чем десятка федеральных партий. Он сообщал, что «работал» с Демократической партией России, Объединённой российской партией «Русь», «Единой Россией», Российской партией пенсионеров, Союзом акционеров АО «МММ», Партией народного капитала Сергея Мавроди, а также занимался созданием «Сильной России» и «Народно-патриотического движения». Богданов утверждал: «Мне все равно, какую партию делать, ориентация зависит от заказчика», а если человек просто говорит, что ему нужна партия, то Богданов говорил, что он сам предлагает спектр — левый, правый, центристский. Отмечалось также, что создание партий «под ключ» — очень выгодный бизнес, особенно когда заказ поступает из администрации президента РФ, как это было в 2000 году в связи с созданием «Единой России». Богданов отрицал свои связи с Кремлём и заявлял, что «„Под ключ“ ни одной партии не создавал. Консультировать — да, консультировал по многим партиям».
Политическая реформа 2012 года дала побочный эффект и в стране возродился бизнес по созданию партий для последующей перепродажи. Как и ожидалось, после упрощения порядка регистрации новых политических партий Минюст буквально завалили заявками. В мае 2012 года Богданов говорил, что сейчас «мы помогаем примерно 30 партиям».
Летом лидеры пяти партий объявили о создании «технической коалиции» из Социал-демократической партии России — 21 мая 2012 года Минюст России официально зарегистрировал Социал демократическую партию России, под председательством Сираждина Рамазанова. Коммунистической партии социальной справедливости, Демократической партии России, партии «Союз горожан» и Народной партии России. Организатором выступил лидер ДПР (Демократическая партия России) Андрей Богданов, который на пресс-конференции 18 июля 2012 года сообщил, что ДПР (Демократическая партия России) предоставила свой устав и шаблоны документов другим партиям для скорейшей регистрации, помощь получили 30 партий. 18 июля 2012 года на пресс-конференции лидер «Демократической партии России» (ДПР) (Андрей Богданов) и руководитель одноимённого центра политтехнологий на пресс-конференции публично представил 4 своих проекта, официально зарегистрированных российских политических партий с их лидерами: «Союза горожан» (Дмитрий Попков), «Народная партия России» (Станислав Аранович), «Социал-демократическая партия России»21 мая 2012 года Минюст России официально зарегистрировал Социал-демократическую партию России, под председательством Сираждина Рамазанова. и «Коммунистическая партия социальной справедливости» (Юрий Морозов). Конференция проходила под названиями «межпартийное совещание» и «координационный совет». Организатором встречи выступил Андрей Богданов. На совместной пресс-конференции он сообщил: «„Центр Андрея Богданова“ участвовал в организации создании и регистрации этих политических партий, в частности его центр использовал устав партии ДПР как шаблон для написания уставов для вышеперечисленных партий». Также Андрей Богданов добавил: «Партии готовы предоставить свои услуги для выдвижения кандидатов всех уровней для тех кто ранее был членом других партий, но в ряду причин был вынужден покинуть их. Кандидатам предлагаются партии на выбор как левые, так и либеральные, в зависимости от политических убеждений кандидатов».
Партия «Умная Россия», созданная в недрах про кремлёвского молодёжного движения «Наши», возглавляемая её бывшим лидером и идеологом движения Никитой Боровиковым. Партия опирается на молодых людей в возрасте 18 и 25 лет, преимущественно из участников форума Селигер и проектов движения, при этом созданная 23 мая и зарегистрированная 20 июня этого года, партия не была представлена ни на одной из смен форума «Селигер-2012», проходящего с июля по август. Организатором которого является движение Наши и Росмолодёжь, в руководстве которого после отставки Василия Якеменко движение сохранила своё влияние в лице комиссара и одного из главных идеологов Сергея Белоконева. Несмотря на её принадлежность к Нашим, ряд комиссаров и активистов проектов движения не спешат вступать в её члены. 7 октября 2012 года в день рождения Президента России Владимира Путина центральный аппарат движения отпраздновал его в одном из московских ночных клубов «Барбадос», несмотря на то, что руководителям местных и региональных отделений партии было сказано что у партии даже на текущие расходы при регистрации отделений средств нет.
В конце ноября 2013 года стало известно, что партия «Родная страна», которая считается близкой к политтехнологу Андрею Богданову, сменила название на «Народный альянс». Ранее под таким названием дважды безуспешно пытались зарегистрировать партию сторонники Алексея Навального (см. Народный альянс). Андрей Богданов заявил, что таким образом они помогли Навальному получить партию, партия готова назначить его лидером и выдвинуть в Мосгордуму. По словам политтехнолога Петра Быстрова, линейка партий Богданова теперь выглядит полной: против «Альянса» Навального есть свой «Народный альянс», против КПРФ — КПСС (Коммунистическая партия социальной справедливости), против «Гражданской платформы» — «Гражданская сила». Андрей Богданов давно известен подконтрольными Кремлю партийными проектами, которые использовались для управления оппозицией. В 2005 году богдановскую «ДПР» собирался возглавить экс-премьер Михаил Касьянов, на тот момент уже ставшим неудобным для Кремля оппозиционером. Через раскол съезда Богданов вернул себе контроль над партией. В 2008 году с участием «ДПР» была создана партия «Правое дело», которую в 2011 году возглавил олигарх Михаил Прохоров. Как только миллиардер стал нарушать кулуарные договорённости, внеся в список кандидатов в депутаты Евгения Ройзмана, сценарий повторился: раскол съезда и свержение Прохорова. Навальный заявил, что «завтра они Богданова в Навального переименуют. Ничего страшного: Навальным он не станет, а у меня богдановские кудри не вырастут». Ранее неоднократно свои претензии к «Народному альянсу» высказывал глава центрального совета «Альянса Зелёных — Народной партии» Олег Митволь. Он уверен, что сторонники Навального создали «партию-спойлер», так как её название наполовину повторяет наименование «Альянса Зелёных — Народной партии».
Эксперты отмечают характерный признак по которому партию-новичок можно отнести к подозрительным на то, что это «партия под ключ»: местонахождение руководящего органа г. Москва совместно с тем фактом, что в графе «лица, имеющие право без доверенности действовать от имени юридического лица» указан один человек (заказчик проекта).

## Финансирование политических партий в России
Финансирование политических партий в России с 1991 года имеет несколько особенностей. Во-первых, в доходах партий всегда была крайне низка доля поступлений от членских взносов (а то и вовсе их отсутствие). Союз правых сил с 2005 года отменил взносы вовсе. К началу 2000-х годов большинство партий, созданных в первой половине 1990-х годов, практически перестало собирать партийные взносы. В 2000-е годы членские взносы составляли незначительную часть доходов партий (например, у «Единой России» в 2003—2008 годах они колебались от 1,2 % до 7,6 %). Исключением некоторое время была КПРФ, у которой членские взносы в 1995—1996 годах составили около 10 % доходов, в 2001 году — 55,5 % доходов, но в 2007 году этот показатель составил 9,5 %. Ситуация к 2015 году существенно не изменилась. В 2015 году членские взносы составили 6,4 % доходов КПРФ (максимальный показатель среди всех политических партий), 4,4 % доходов «Единой России», 0,03 % доходов ЛДПР, 0,7 % доходов «Справедливой России», 0,3 % доходов «Коммунистов России». У остальных партий членские взносы вовсе отсутствовали. Второй особенностью финансирования партий является убыточность деятельности по реализации партийной прессы и сувенирной продукции с партийной символикой. В 1990-е годы партии жили в основном за счёт пожертвований физических и юридических лиц.
В-третьих, всегда имело место государственное финансирование деятельности партий (прямое и косвенное). Государственное финансирование имело место и в 1990-е — начале 2000-х годов, но оно носило косвенный характер: льготная аренда помещений, принадлежащих муниципальным или государственным властям (при необходимости партии иногда их сдавали в коммерческую субаренду), бесплатные поездки депутатов и их помощников по России, освобождение от налогообложения имущества избирательных объединений и пожертвований в избирательные фонды. Наконец, в 1990-е годы Центральная избирательная комиссия выделяла партиям средства на избирательные кампании (часть этих денег расходовалась нецелевым образом). С конца 2000-х годов так называемые «парламентские партии» почти полностью перешли на государственное финансирование. В 2009 году государственное финансирование составило примерно 54 % доходов КПРФ и 81 % доходов ЛДПР. В 2015 году государственное финансирование составило 89,4 % доходов КПРФ, 74,6 % доходов ЛДПР, 86,4 % доходов «Справедливой России», 68 % доходов «Единой России». На выборах в Государственную думу 2016 года все российские «парламентские» партии получили намного меньше голосов, чем в 2011 году. Однако после выборов был принят закон, вступивший в силу с 1 января 2017 года, который увеличил финансирование политических партий — за 1 голос избирателя партии (если она набрала 3 % голосов на последних выборах в Государственную думу) государство стало платить не 110 руб., а 152 руб. Таким образом, на 2017 год в России прямое государственное финансирование получают четыре партии — «Единая Россия», КПРФ, ЛДПР и «Справедливая Россия». В 2018 году было введено финансирование из федерального бюджета общественных организаций (партийных проектов), созданных «парламентскими» партиями. В 2019 году такое финансирование получили проекты «Лидерские проекты» (КПРФ), Институт мировых цивилизаций (ЛДПР, выделено 130 млн рублей), «Центр защиты прав граждан» («Справедливая Россия»).
По состоянию на 2020 год некоторые политические партии в России финансируются через общественные фонды, что позволяет им избежать указания источников своих доходов: фонд-жертвователь не обязан сообщать, откуда получил средства, которые потом перечислил политической партии. «Собеседник» в 2021 году сообщал, что «Яблоко» имеет больше десятка фондов-доноров, которые зарегистрированы по одному адресу. В руководство этих фондов входят одни и те же лица. Так, Галина Игнатова была руководителем сразу двух организаций-спонсоров «Яблока» — «Содействие мирному сосуществованию народов» и «Содействие профессиональному росту молодых специалистов». Инна Алексеева была учредителем двух спонсоров «Яблока» — «Содействие профессиональному росту молодых специалистов» и «Содействие в организации мероприятий по минимизации налогов». «Единая Россия» несмотря на государственное финансирование также получала сотни миллионов рублей через непрозрачные общественные «фонды поддержки».